# Vastese Calcio 1994-1995
Questa voce raccoglie le informazioni riguardanti  la Vastese Calcio nelle competizioni ufficiali della stagione 1994-1995.

## Rosa
| N. |                   | Ruolo | Calciatore           |
| -- | ----------------- | ----- | -------------------- |
|    | Italia (bandiera) | A     | Gennaro Annunziato   |
|    | Italia (bandiera) | C     | Gianluca Arcano      |
|    | Italia (bandiera) | D     | Daniele Baronio      |
|    | Italia (bandiera) | A     | Emilio Budruni       |
|    | Italia (bandiera) | P     | Alessandro Cesaretti |
|    | Italia (bandiera) | P     | Massimiliano Colucci |
|    | Italia (bandiera) | C     | Danilo D'Elia        |
|    | Italia (bandiera) | C     | Cristiano Di Tommaso |
|    | Italia (bandiera) | A     | Claudio Fermanelli   |
|    | Italia (bandiera) | C     | Augusto Gabriele     |
|    | Italia (bandiera) | A     | Fabio Gentili        |

| N. |                   | Ruolo | Calciatore              |
| -- | ----------------- | ----- | ----------------------- |
|    | Italia (bandiera) | C     | Alessandro Loreti       |
|    | Italia (bandiera) | D     | Vincenzo Menna          |
|    | Italia (bandiera) | C     | Fabio Mosca             |
|    | Italia (bandiera) | D     | Giuseppe Naccarella     |
|    | Italia (bandiera) | D     | Massimigliano Pugliatti |
|    | Italia (bandiera) | D     | Stefano Ruvolo          |
|    | Italia (bandiera) | D     | Gianluigi Sarti         |
|    | Italia (bandiera) | D     | Stefano Seri            |
|    | Italia (bandiera) | C     | Giorgio Ventrella       |
|    | Italia (bandiera) | C     | Gianluca Zavaglia       |